# Буркандья
Буркандья (рос. Буркандья) — селище (в минулому — селище міського типу) в Сусуманському районі Магаданської області Росії.

## Географія
Географічні координати: 63°22' пн. ш. 147°32' сх. д. Часовий пояс — UTC+10.
Відстань до районного центру, міста Сусуман, становить 91 км, а до обласного центру — 672 км. Через селище протікає річка Бурканді.

## Історія
У 1959 році тут було створено копальню «Буркандья», що входила до складу Сусуманського ГЗК.

## Населення
За даними перепису населення 2010 року на території селища проживало 2 особи. Частка чоловіків у населенні складала всі 100 %.